# خرچنگ پروانه‌ای
خرچنگ پروانه‌ای (نام علمی: Cryptolithodes typicus) نام یک گونه از سرده شاه‌خرچنگ‌های نهان است.